# Jacqueline MacInnes Wood
Jacqueline MacInnes Wood (Windsor, 17 april 1987) is een Canadese actrice. Ze is vooral bekend door haar rol als de steenrijke modeimperium-erfgename Steffy Forrester in de soapserie The Bold and the Beautiful, en door haar rol Laurel McAvoy in de film Nightmare at the End of the Hall.

## Filmografie

### Televisiefilms
- Nightmare at the End of the Hall (2008)
- Skyrunners (2009)
- Turn the Beat Around (2010)
- Final Destination 5 (2011)
- Her Husband's Betrayal (2013)

### Televisieseries
- Runaway (2006, een aflevering)
- Lovebites (2007)
- MVP (2008, twee afleveringen)
- Gamer Girlz (2008)
- The Bold and the Beautiful (2008-2013; 2015-heden)
- Arrow (2012, een aflevering)
- Party On (2013, 8 afleveringen)
- Anger Management (2014, een aflevering)
- Castle (2014, een aflevering)
- 19-2 (2015, twee afleveringen)
- South Beach (2015)
- Les Anges (2016, twee afleveringen)